# Saras
Pour les articles homonymes, voir Sara.
Pour l’article ayant un titre homophone, voir Sarah.
 (septembre 2012).
Les Saras sont des habitants du sud du Tchad. Ils représentent près de 30 % de la population du pays. Cette dénomination a été imposée durant la période coloniale « à l'ensemble des hommes habitant le “Tchad utile“ ». Ils parlent majoritairement des langues plus souvent apparentées, intercompréhensibles (Sar, Gor, Mbaye, Laka, Ngambaye, Kaba, Gouley, Mouroum, Yanbod, Kilang, Mongoh, Nar, etc.) et vivaient dans des sociétés d'agriculteurs à l'économie florissante à la fin du XIXe siècle.
L’établissement du premier Mbang qui a pris le pas sur les grands prêtres locaux grâce à ses pouvoirs mystiques et à l'organisation des rituels de Ndo, l’initiation Sara. Cette pratique est restée très secrète parmi les membres de ce grand groupe du sud du Tchad, bien que des analystes étrangers comme Robert Jaulin dans « La Mort Sara », Joseph Fortier dans « Le Couteau de jet. Histoire des Sar et de leurs rois au Tchad », Jean-Pierre Magnant dans « Terre Sara, terre tchadienne », et plus récemment Rosalie Edjou Djomniyo Kantiebo dans « Construire un homme. Le Yondo des Sara du Sud du Tchad » aient étudié les Sar, leur initiation, le Yondo, ainsi que le pouvoir et l’autorité du Mbang de Bédaya. Fondée au milieu du XIXe siècle,

## Ethnonymie
La désignation Saras (Sa-Ra) signifiant les fils de Ra, l'ancien dieu égyptien du soleil . Cette hypothèse a aussi été avancée pour les Sérères, ethnie du Centre du Sénégal dont il est probable que le nom soit une déformation de Sa-Ré ou Sa-Ra (fils ou adorateurs de Ra), ces deux peuples partagent en outre beaucoup de caractéristiques physiques et culturelles et auraient probablement une lointaine origine commune. Le fait que Sara puisse vouloir dire fils (Sa) de Ra est possible (même si « sa » ne veut pas dire « fils » en arabe, mais tout de même « sa » signifie aussi « l'heure » alors qu'on désignait souvent le temps par le soleil alors je dirai que « sara » pourra dire « Ra le soleil » ou encore « le soleil Ra »). Les Saras, en effet, habitaient dans le Nord-Est égyptien le long du Nil avant qu'ils ne trouvent refuge dans le Sud pour échapper à la traite arabe.[réf. nécessaire]
Selon les sources et le contexte, on observe de multiples formes : Sara, Saras, Sar, Sars.

## Composition et répartition
La dénomination « Sara », donnée par les Français aux populations vivant autour du Logone, regroupe :
- les Gambayes (ou Ngambaye (en))
- les Kabas
- Les Sara-Kaba
- les Lakas
- les Gors
- les Mouroums
- les Mbayes,
- les Goulayes
- Les Sar : les Madjingayes (Madja Ngai, Madjingaye, Madjingay, Majingai Ngama, Majingai, Majinngay, Midjinngay, Modjingaye, Moggingain, Moggingai, Nadjingaya, Madjingayé, Madjingay, Majingay

On évoque aussi les Mongo, les Niellim, les Naar, les Daï et les Ngama.
Les Saras peuplent l'extrême sud de la République du Tchad, c'est-à-dire les préfectures du Logone-Occidental, du Logone-Oriental et du Moyen-Chari, ils peuplent aussi une partie du Tandjilé Est.
Ils sont également présents en République centrafricaine et dans la partie septentrionale du Cameroun.

## Mode de vie
Les Saras sont agriculteurs, il cultivent surtout le mil, le sorgho, le manioc, l'igname et le coton également.
Ils fonctionnent sur un modèle patrilinéaire.
Les femmes saras du groupe Kyabé communement appélé les sara-Kaba ou encore les Kaba pratiquaient l'élargissement des lèvres pour y insérer des plateaux.

## Histoire

### Origines

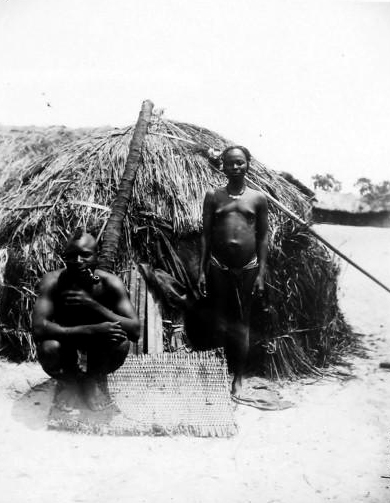
Ménage Sara : travailleur du chemin de fer Congo-Océan et sa femme.

Connus comme étant les descendants des légendaires saos, les Saras auraient leurs origines dans la vallée du Nil, plus particulièrement la Nubie. Peuple à la taille haute, élancés, l'allure puissante, et aux traits fins. Ces peuples partagent de nombreux points communs relatifs à leurs langues, traditions et cosmogonies.[réf. nécessaire]

### Moyen Âge
Situés dans le Sud-Est, spécialement dans le Moyen-Chari, le Logone oriental, le Logone occidental, et dans la préfecture de Tandjile, ce peuple aurait migré au Tchad durant le XVIe siècle.

### Période coloniale
Durant la colonisation française, de nombreux Saras ont été contraints à effectuer des travaux forcés en vue de la construction du chemin de fer Congo-Océan de 1922 à 1934, dans le but de relier les villes de Brazzaville et Pointe-Noire au Congo, sous le gouverneur de l'Afrique-Équatoriale française Victor Augagneur.

### Les tirailleurs saras
Été 1940, les « Trois Glorieuses » (26, 28 et 29 août) marquent le ralliement de l'Afrique-Équatoriale française à la France libre, à la suite de l'appel du 18 Juin lancé par le général de Gaulle depuis Londres. Félix Éboué, en commandement dans le sud du Tchad, fait serment de ne pas renoncer. Le régiment de tirailleurs sénégalais du Tchad (RTST), grâce aux tirailleurs Saras et Hadjeraïs, est prêt à suivre le général de Gaulle.

## Langue
Leur langue est le sara, qui fait partie des langues soudaniques centrales.
- N∂ɓa = Dieu
- Lubeh = Dieu créateur
- Lubeh lem = Mon Dieu
- Luwa = Dieu en Mbaye
- Luwa lom = Mon Dieu en Mbaye
- Diỹan = Femme
- Lalé = bonjour
- I bagne ? = ça va ?
- I Kari ! = ça va !
- Megue man séssi/séi sèi 'à ? = pourrais-je avoir un peu d'eau ?
- Nan = la lune/le mois/goûter
- Khdésba = arc en ciel
- Boboum = papa
- Kom = maman
- Mbang = le soleil/le souverain
- Mbangh = le souverain, roi comme « Mbangh de Bedaya »
- As = assez !
- Asm (e) = ça me va
- Binita ! = bonne nuit ! (littéralement à demain)
- Boram alé ! = je n'ai pas faim !

## Religion
Les Saras sont principalement chrétiens et animistes, avec une minorité de musulmans. Les Saras pratiquent aussi bien le patriarcat et le matriarcat. Les Saras pratiquent le culte des ancêtres, et le totémisme. Les yondos sont les cérémonies de rites d'initiations. Dans la religion traditionnelle Louah (dieu unique créateur, Brabé (seigneur), baum peut être dit pour Dieu représentant la paternité de Dieu) et Souh (diable, force obscure, araignée, duperie, etc.), louah, brabé, nouba etc. représentant le dieu androgyne, à la fois un et totalité, à la fois père et mère de la création, est le couple divin créateur[pas clair]. Les Saras font une nette différence entre force du mal (souh) et force du bien (louah, brabé, nouba, etc.), incarnations de l'amour, de la justice, du bien, ils ne confondent jamais les deux.

### Saras célèbres
- François Tombalbaye (1918-1975) ;
- Genéral Natoingar Gali Masrane;
- Robertine Denodji ;
- Bardet Laoukein ;
- Moïse Kete ;
- MC Solaar ;
- H'sao (groupe) ;
- Mawndoé Célestin ;
- Davis Dionnadji Ngass ;
- Nehemie Benoudjita.
- Kodjim Asdodji Amos
- Malloum Ngakoutou Ngon Beindi
- Pr Nomaye Madana (1949 - 2013)

### Discographie
- Sara du Tchad (enregistrements réalisés par Charles Duvelle), Universal, Collection Prophet, vol. 34, 2003, 1 CD + 1 brochure.